# Cancer (együttes)
A Cancer angol death metal/thrash metal együttes. 1988-ban alakultak Ironbridge-ben. Lemezeiket korábban a Copro Records, East West Records, Restless Records, Vinyl Solution Records kiadók jelentették meg, 2018-ban a Peaceville Records-hoz szerződött le az együttes. Először egy demót adtak dobtak piacra 1988-ban. Nem sokkal később már turnéztak is, olyan nevekkel, mint a Bolt Thrower, Cerebral Fix és GBH. 1989-ben még egy demót megjelentettek. Első nagylemezüket 1990-ben adták ki. Az album reklámozása érdekében turnézni indultak, az Obituaryval és a Deicidedal. A második stúdióalbumukon James Murphy az Obituary-ból és az Agent Steel-ből, illetve Glen Benton a Deicide-ból szolgált háttér-énekesként. 1991-ben James Murphy kiszállt a Cancer-ből, hogy új együttest alapítson, Disincarnate néven. Helyére Barry Savage került. 1993-ban és 1995-ben is megjelentettek stúdióalbumokat, a negyedik nagylemezük erősen megosztotta a közönséget, egyes kritikusok mindössze csak a Metallica és a Carcass Heartwork albumának halvány koppintásának találták. Ezt követően feloszlott a zenekar. 2003-tól 2006-ig újból összeálltak egy kis időre, 2013-tól kezdve megint aktív a zenekar. Szövegeik témái: vérontás, halál, erőszak.
Énekesük, John Walker 2006-ban új, progresszív death metal együttest alapított Liquid Graveyard néven, melyben felesége, Raquel Walker is énekel.

## Diszkográfia
- To the Gory End (1990)
- Death Shall Rise (1991)
- The Sins of Mankind (1993)
- Black Faith (1995)
- Spirit in Flames (2005)
- Shadow Gripped (2018)

## Egyéb kiadványok
- No Fuckin Cover (demó, 1988)

- Demo 2 (1989)

- Live Death (split lemez a Suffocationnel, a Malevolent Creationnel és az Exhorderrel, 1993)

- Corporation$ (EP, 2004)